# Della Reese

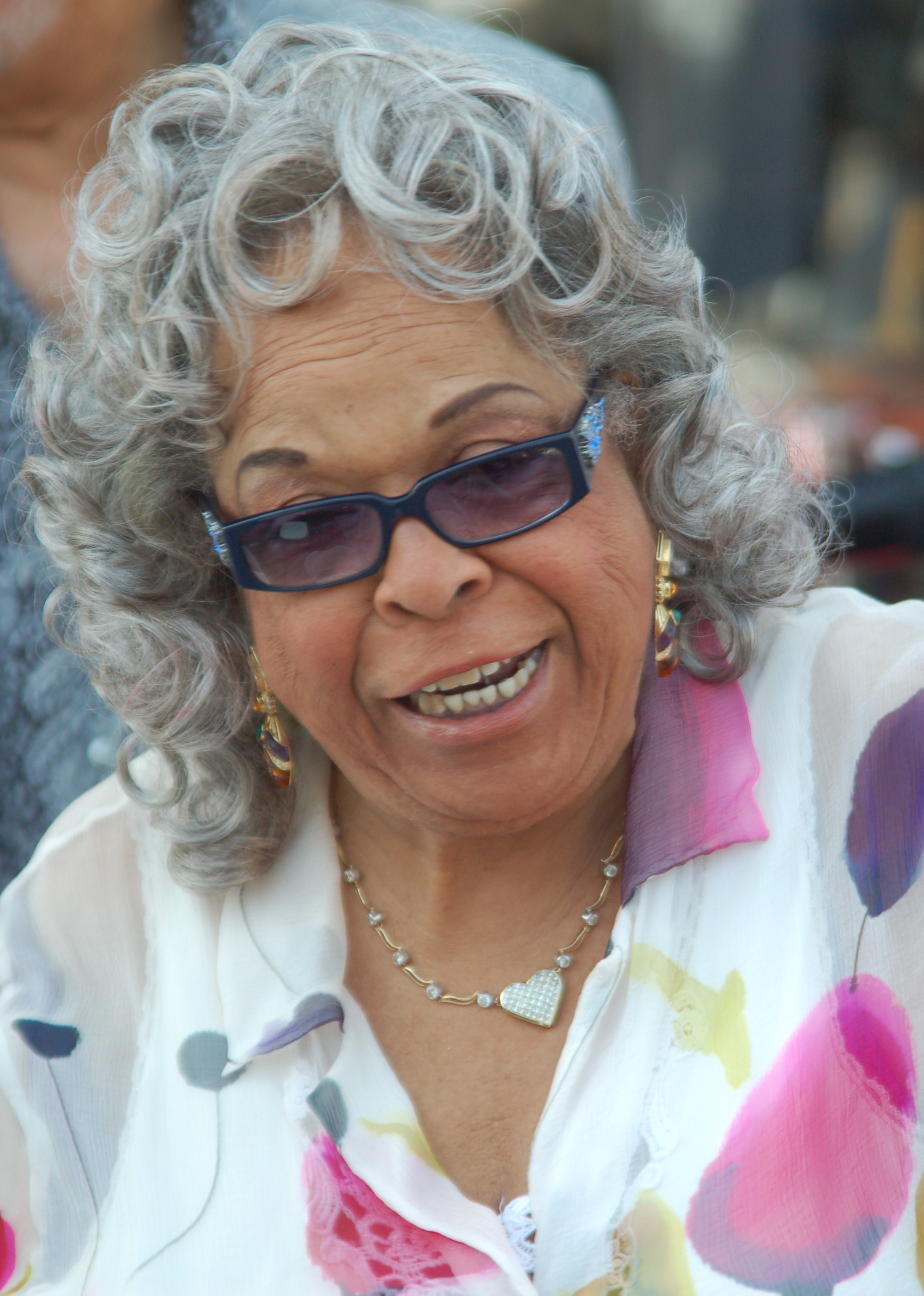
Della Reese, 2009

Della Reese (* 6. Juli 1931 als Deloreese Patricia Early in Detroit, Michigan; † 19. November 2017 in Encino, Kalifornien) war eine US-amerikanische Jazz- und Blues-Sängerin und Filmschauspielerin.

## Leben
Della Reese sang als Kind im Kinderchor der Baptistengemeinde von Detroit. Die durchreisende Mahalia Jackson nahm sie in ihren Chor auf, dem sie bis 1949 angehörte. In diesem Jahr begann sie ein Psychologiestudium an der Wayne State University und gründete die Frauen-Gospelgruppe Meditation Singers. Nach dem Tod der Mutter und einer schweren Erkrankung des Vaters musste sie das Studium aufgeben, um ihren Lebensunterhalt zu verdienen, unter anderem als Taxi- und Truckfahrerin, Friseurin und Empfangsdame. 1951 gewann sie den ersten Preis eines Gesangswettbewerbes, der ihr ein Engagement in der Detroiter Flame Showbar brachte.
1953 siedelte sie nach New York City über und wurde Sängerin des Erskine Hawkins Orchestra. Sie erhielt einen Vertrag mit Jubilee Records und brachte mehrere sehr erfolgreiche Platten heraus (u. a. In the Still of the Night und And that Reminds Me) und wurde für Don’t You Know, einer Adaption aus Puccinis La Bohème, als beste Sängerin für den Grammy nominiert. Dieses Lied war auch ihre erfolgreichste Single in den US-Charts. Ein Platz zwei in den Pop- sowie Platz eins in den R&B-Charts.
Weitere erfolgreiche Alben entstanden in den 1960er Jahren, daneben trat Della Reese auch häufig in Fernsehshows auf und erhielt 1969 als erste afroamerikanische Moderatorin eine eigene Talkshow. In der Folgezeit wirkte sie in zahlreichen Serien und Filmen als Schauspielerin mit; Höhepunkt ihrer Filmkarriere war der Film Harlem Nights (1989), in dem sie mit Eddie Murphy spielte. Daneben trat sie weiterhin als Sängerin auf. 1980 brach sie bei den Proben zur Tonight Show mit einer Gehirnblutung zusammen, von der sie sich jedoch vollständig erholte. Sie gründete später in Los Angeles die Kirche Understanding Principles for Better Living und wurde 1987 zur Pastorin geweiht. Sie trat weiterhin in Fernsehserien wie der Sitcom The Royal Family und später in Touched By an Angel auf. Für die Rolle als Engel wurde sie einmal für den Golden Globe Award und zweimal für den Emmy nominiert. 1994 wurde sie in den Hollywood Walk of Fame aufgenommen. 1998 wurde sie für das Gospel-Album My Soul Feels Better Right Now erneut für den Grammy nominiert.
Sie war von 1951 bis 1953 mit Vermont Adolphus Bond Taliaferro verheiratet. Später heiratete sie Leroy Basil Gray; 1961 Mercer Ellington und im Januar 1983 Franklin Thomas Lett, Jr. Sie starb am 19. November 2017 im Alter von 86 Jahren in ihrem Haus in Kalifornien.

## Diskografie
- Melancholy Baby, 1957
- What Do You Know About Love, 1959
- The Story Of The Blues, 1959
- Date With Della Reese, 1959
- And That Reminds Me, 1959
- Amen, 1959
- Della Della Cha Cha Cha, 1960
- Della By Starlight, 1960
- Della, 1960
- Special Delivery, 1961
- Della on Stage, 1962
- The Classic Della, 1962
- Waltz with Me, 1963
- Della Reese at Basin Street East, 1964
- C’mon and Hear, 1964
- I Like It Like Dat, 1965
- Della Reese Live, 1965
- On Strings Of Blue, 1967
- One More Time, 1967
- And Brilliance, 1990
- Voice Of An Angel, 1996
- Angel Sings, 1997
- My Soul Feels Better Right Now, 1998
- All Of Me, 2000

## Filmografie

### Filme
- 1971: A City of the King (Fernsehfilm)
- 1973: Voyage of the Yes (Fernsehfilm)
- 1973: Daddy’s Girl (Fernsehfilm)
- 1974: Twice in a Lifetime (Fernsehfilm)
- 1975: Cop on the Beat (Fernsehfilm)
- 1975: Psychic Killer
- 1976: Flo’s Place (Fernsehfilm)
- 1976: Nightmare in Badham County (Fernsehfilm)
- 1989: Harlem Nights
- 1990: Der Brief an den Weihnachtsmann (The Kid Who Loved Christmas, Fernsehfilm)
- 1992: Ein ehrenwerter Gentleman (The Distinguished Gentleman)
- 1992: You Must Remember This (Fernsehfilm)
- 1996: Mr. Bombastic (A Thin Line Between Love and Hate)
- 1997: Eine himmlische Kupplerin (A Match Made in Heaven, Fernsehfilm)
- 1997: Wunden der Vergangenheit (Miracle in the Woods, Fernsehfilm)
- 1998: Emma’s Wish (Fernsehfilm)
- 1998: Mama Flora’s Family (Fernsehfilm)
- 1999: The Secret Path (Fernsehfilm)
- 1999: Essig und Melasse – Das schwarze Amerika erwacht (Having Our Say: The Delany Sisters’ First 100 Years, Fernsehfilm)
- 1999: Eine ungewöhnliche Freundschaft (Anya’s Bell, Fernsehfilm)
- 2000:  Dinosaurier (Dinosaur)
- 2000: The Moving of Sophia Myles (Fernsehfilm)
- 2005: Beauty Shop
- 2007: If I Had Known I Was a Genius
- 2010: Expecting Mary
- 2011: Hallelujah (Fernsehfilm)
- 2012: Christmas Angel (Fernsehfilm)
- 2012: Meant to Be
- 2012: Me Again
- 2013: Dear Secret Santa (Fernsehfilm)
- 2013: Miracle at Gate 213 (Fernsehfilm)

### Fernsehserien
- 1968: Twen-Police (eine Folge)
- 1970: The Bold Ones: The New Doctors (eine Folge)
- 1971: Getting Together (eine Folge)
- 1974: Make-up und Pistolen (Police Woman, eine Folge)
- 1974, 1976: Ein Sheriff in New York (McCloud, zwei Folgen)
- 1975: Petrocelli (eine Folge)
- 1975: Police Story (eine Folge)
- 1975: Joe Forrester (eine Folge)
- 1975: The Rookies (eine Folge)
- 1975–1978: Die Zwei von der Tankstelle (Chico and the Man, 27 Folgen)
- 1976: Medical Center (eine Folge)
- 1979: Welcome Back, Kotter (zwei Folgen)
- 1980: Nachdenkliche Geschichten (Insight, eine Folge)
- 1982: Love Boat (The Love Boat, zwei Folgen)
- 1982–1983: It Takes Two (fünf Folgen)
- 1985: Das A-Team (The A-Team, S04E04 – Mutter in Not)
- 1985–1986: Die Fälle des Harry Fox (Crazy Like a Fox, drei Folgen)
- 1986: Charlie & Co. (vier Folgen)
- 1986: Junge Schicksale (ABC Afterschool Specials, eine Folge)
- 1987, 1990: 227 (zwei Folgen)
- 1988: A Pup Named Scooby-Doo
- 1989: Harrys wundersames Strafgericht (Night Court, eine Folge)
- 1990: The Young Riders (Night Court, eine Folge)
- 1990–1991: MacGyver (zwei Folgen)
- 1991: Paarweise glücklich (Married People, eine Folge)
- 1991–1992: Die verrückten Royals (The Royal Family, 15 Folgen)
- 1992: Dream On (eine Folge)
- 1993: Mann muss nicht sein (Designing Women, eine Folge)
- 1993: L.A. Law – Staranwälte, Tricks, Prozesse (L.A. Law, eine Folge)
- 1993: Picket Fences – Tatort Gartenzaun (Picket Fences, eine Folge)
- 1994–2003: Ein Hauch von Himmel (Touched by an Angel, 212 Folgen)
- 1996–1998: Ein Wink des Himmels (Promised Land, fünf Folgen)
- 1997: Happily Ever After: Fairy Tales for Every Child (eine Folge)
- 2006: Raven blickt durch (That’s So Raven, eine Folge)
- 2009: Schatten der Leidenschaft (The Young and the Restless, zwei Folgen)
- 2010: Detroit 1-8-7 (eine Folge)
- 2014: Signed, Sealed, Delivered (zwei Folgen)

## Auszeichnungen
- 1997: Nominierung für den Screen Actors Guild Award als Beste Darstellerin in einer Fernsehserie – Drama für Ein Hauch von Himmel
- 1998: Nominierung für den Screen Actors Guild Award als Beste Darstellerin in einer Fernsehserie – Drama für Ein Hauch von Himmel
- 1998: Nominierung für den Golden Globe Award als Beste Nebendarstellerin in einer Serie für Ein Hauch von Himmel
- 1996: Auszeichnung mit dem Image Award als beste Serien-Hauptdarstellerin für Ein Hauch von Himmel
- 1997: Auszeichnung mit dem Image Award als beste Serien-Hauptdarstellerin für Ein Hauch von Himmel
- 1998: Auszeichnung mit dem Image Award als beste Serien-Hauptdarstellerin für Ein Hauch von Himmel
- 1999: Auszeichnung mit dem Image Award als beste Serien-Hauptdarstellerin für Ein Hauch von Himmel
- 2000: Auszeichnung mit dem Image Award als beste Serien-Hauptdarstellerin für Ein Hauch von Himmel
- 2001: Auszeichnung mit dem Image Award als beste Serien-Hauptdarstellerin für Ein Hauch von Himmel
- 2002: Auszeichnung mit dem Image Award als beste Serien-Hauptdarstellerin für Ein Hauch von Himmel

## Bücher
- Angels Along the Way, Autobiographie
- The God Inside of Me, Kinderbuch